# Valeriana rosaliana
Valeriana rosaliana är en kaprifolväxtart som beskrevs av F.G. Meyer. Valeriana rosaliana ingår i släktet vänderötter, och familjen kaprifolväxter. Inga underarter finns listade i Catalogue of Life.